# Johan Albert Vasa
Johan Albert Vasa (polska; Jan Albert Wasa) var biskop i Ermland och Kraków och kardinal, född 25 maj 1612, död 22 december 1634, son till kung Sigismund av Sverige och Polen och Konstantia av Österrike. 1632–1633 var han biskop i Kraków och 1633 blev han kardinal.

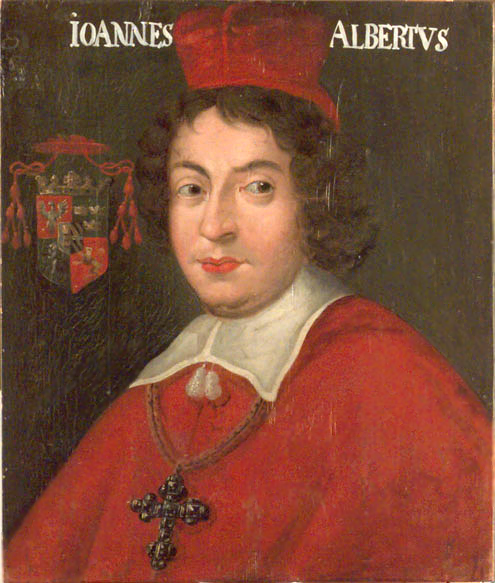
Prins Johan Albert av Polen, Vasaätten.
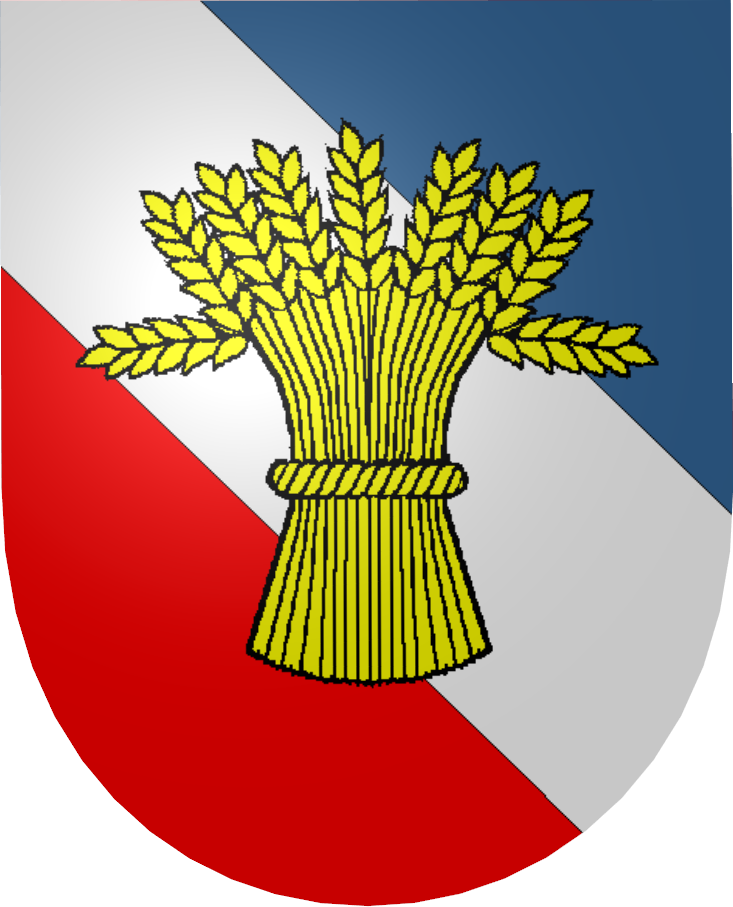
Vasaättens vapensköld.